# アクト・ナチュラリー
「アクト・ナチュラリー」（Act Naturally）は、ジョニー・ラッセルとヴォニ・モリソンによって書かれた楽曲である。1963年にバック・オーウェンスとバッカルーズによって録音され、1963年の『ビルボード』誌のカントリー・シングル・チャートで第1位を獲得した。
本作は、ロレッタ・リン、ドワイト・ヨアカム、ミセス・ミラーなど、多数のアーティストによってカバーされている。1965年にビートルズによってカバーされており、リード・ボーカルを務めたリンゴ・スターは現在に至るまで演奏している。また1989年にスターはオウエンズとのデュエット版を発表している。

## 背景
ミシシッピ州ムーアヘッド出身のラッセルは、1960年代初頭にカリフォルニア州フレズノを拠点に活動していた。ある夜、オクラホマ州の友人たちがカリフォルニア州ロサンゼルスでの録音を計画し、ラッセルに参加を呼びかけた。当時ラッセルは彼女とのデート中であり、参加するためにはデートを中断しなければならなかった。当時についてラッセルは、「彼女になぜロサンゼルスに行くのかと聞かれて、『映画に出してもらって大スターになるんだ』と答えた。2人で笑ってしまったよ」と振り返っている。
この彼女との会話に着想を得たラッセルは、その日のうちに本作を書き上げ、ロサンゼルスで親交のあったある歌手に教えようとしたが、その歌手は歌詞を習得できなかった。その後、自身で録音を行うことを考えたが、当時のプロデューサーから映画のことを歌った曲はヒットしないと告げられたことから断念した。
「アクト・ナチュラリー」は完成から録音が行われるまでに丸2年が経過していた。これについて、ラッセルは「どんなに頑張っても、誰も興味を持ってくれなかった」と語っている。

## バック・オーウェンスによるカバー
1963年以降、ラッセルはヴォーニ・モリソンと共に作曲をするようになっていた。当時モリソンは、カリフォルニア州ベーカーズフィールドを拠点とする歌手、バック・オーウェンスと仕事をしていた。ラッセルはモリソンのために「アクト・ナチュラリー」を演奏。演奏を聴いたモリソンは、オーウェンスに適切な曲と判断し、ラッセルに録音を提案した。ラッセルがモリソンと作詞作曲のクレジットを共有する契約をしていたことから、作詞作曲者のクレジットにモリソンの名が加えられた。
オーウェンスは当初「アクト・ナチュラリー」を気に入っていなかった。しかし、バッカルーズのメンバーであるドン・リッチがラッセルのデモ音源を高く評価すると、オーウェンスも考えを改めた。ある夜、オーウェンスはラッセルに電話をかけ、本作の録音許可を得た。このことについてラッセルは「後になってわかったことだけど、彼はその日のうちにすでに録音をしていて、出版権が欲しかったらしい。私はこの曲を録音してもらうために、喜んで彼に権利を渡したよ」と語っている。
オーウェンスは、1963年2月12日にハリウッドにあるキャピトル・スタジオで「アクト・ナチュラリー」を録音し、3月11日にシングル盤として発売した。本作は、1963年4月13日付の『ビルボード』誌のカントリー・シングル・チャートに到達し、6月15日付の同チャートで第1位を獲得した。

## ビートルズによるカバー
ビートルズは、1965年にイギリス盤公式オリジナル・アルバム『ヘルプ!』用に「アクト・ナチュラリー」の録音を行なった。リード・ボーカルは、リンゴ・スターが務めた。アメリカでは、シングル盤『イエスタデイ』のB面曲として発売された。『オールミュージック』のスティーヴン・トマス・アールワインは、「リンゴの愛想の良いボーカルの理想的なショーケース」と評している。

### 録音
ビートルズによるカバー版は、1965年6月17日に19テイクで録音された。このカバー版は、映画『ヘルプ!4人はアイドル』の撮影を終えてから、初めて録音された楽曲となっている。翌日にモノラル・ミックスとステレオ・ミックスが作成された。
ビートルズはエンジニアのノーマン・スミスが書いた楽曲の録音を行なう予定であったが、アルバム『ヘルプ!』にスターのボーカル曲が含まれていないことが発覚する。1965年初頭にアルバムに収録予定の楽曲として、スターは「イフ・ユーヴ・ガット・トラブル」の録音を行なっていたが、テイクの出来に不満を持っていたことから、代わりに「アクト・ナチュラリー」を録音することになった。
なお、本作のカバー版は、1969年にゲット・バック・セッションで、「マギー・メイ」が録音され、『レット・イット・ビー』に収録されるまでビートルズによる最後のカバー曲となっていた。

### 発売
ビートルズによるカバー版は、イギリスで1965年8月6日にEMIパーロフォンから発売された『ヘルプ!』に収録された。アメリカで発売された『ヘルプ（四人はアイドル）』には収録されず、1965年9月13日にシングル盤『イエスタデイ』のB面曲として発売されたのち、1966年6月20日に発売された『イエスタデイ・アンド・トゥデイ』に収録された。なお、本作はBillboard Hot 100で最高位47位を獲得している。
ビートルズは1965年9月12日に放送された『エド・サリヴァン・ショー』（8月14日に収録）に出演した際に本作を演奏した。1965年の全米ツアーではスターのボーカル曲として演奏された（シェイ・スタジアム公演を除く）。
また、スターが率いるリンゴ・スター&ヒズ・オール・スター・バンドの公演では定番曲の1つとなった。『ライヴ・フロム・モントルー』（1993年）、『アンソロジー・ソー・ファー』（2001年）、『King Biscuit Flower Hour Presents Ringo & His New All-Starr Band』（2003年）、『Ringo Starr and Friends』（2006年）、『ライヴ・アット・サウンドステージ』（2007年）、『リンゴ・スター&ヒズ・オール・スター・バンド・ライヴ 2006』（2008年）、『ライヴ・アット・グリーク・シアター 2008』（2010年）などのライブ・アルバムに音源が収録されている。

### クレジット
※出典
- リンゴ・スター - リード・ボーカル、ドラム
- ジョージ・ハリスン - ダブルトラックのリードギター
- ポール・マッカートニー - ハーモニー・ボーカル、ベース
- ジョン・レノン - アコースティック・ギター

## バック・オーウェンス&リンゴ・スターによる演奏
オーウェンスとスターは、1989年3月27日に「アクト・ナチュラリー」のデュエット版を録音した。このセッションは、ジェリー・クラッチフィールドとジム・ショーがプロデュースを手がけた。また、6月23日から29日にかけて西部劇を演じるミュージック・ビデオが制作され、ビデオの監督はジョージ・ブルーム、プロデュースをケン・ブラウンが手がけた。
オーウェンスとスターによるデュエット版は、1989年7月29日にキャピトル・レコードから発売され、1989年夏の『ビルボード』誌のカントリー・シングル・チャートに11週連続で在位し、最高位27位を記録した。B面にはオーウェンスによるハーラン・ハワードのカバー曲「キーズ・イン・ザ・メイルボックス」が収録された。
オーウェンスとスターによるデュエット版は1989年のカントリーミュージック協会賞と1990年のグラミー賞最優秀カントリー・コラボレーション賞にノミネートされた。

### チャート成績
| チャート (1989年)                   | 最高位 |
| ----------------------------------- | ------ |
| カナダ カントリー・トラックス (RPM) | 50     |
| US Hot Country Songs (Billboard)    | 27     |